# Endrosa intermedia
Endrosa intermedia är en fjärilsart som beskrevs av Thomann 1951. Endrosa intermedia ingår i släktet Endrosa och familjen björnspinnare. Inga underarter finns listade i Catalogue of Life.